# Vectorworks
Vectorworks est un logiciel de CAO professionnel utilisé pour le dessin, la conception, la présentation et la modélisation de projets en 2D et en 3D. Ce logiciel est développé par Vectorworks Inc., une entreprise du groupe Nemetschek, et est distribué dans le Benelux, la Pologne et la France par Design Express.

## Description
Vectorworks offre une gamme complète d'options pour la gestion de la production 2D et 3D et de la présentation pour chaque phase du processus de conception.
Outre les outils de dessin traditionnels, Vectorworks permet à ses utilisateurs de dessiner avec des éléments du monde réel. Par exemple, il est possible de dessiner des lignes, des arcs et des cercles et de les compléter par la suite avec des murs, des fenêtres, du mobilier, des escaliers, des plantes, des sources lumineuses et autres. Les objets sont simples à éditer et contiennent automatiquement des vues 2D et 3D. Il est possible de créer des modèles 3D à partir de dessins 2D et vice-versa.
Chaque forme (ouverte ou fermée) peut être remplie avec des dégradés, des hachures, des trames ou des textures 2D. La transparence de ce remplissage et le contour peuvent également être définis pour chaque objet.
Grâce à la base de données intégrée et les tableaux, vous pouvez extraire des listes de matériaux et calculer une liste de prix.

## Échange de données
Vectorworks peut communiquer avec d'autres programme comme AutoCAD grâce à la conversion au format DXF/DWG. Le programme peut également importer et exporter un grand nombre de formats de fichier (IFC, SHP, PDF,, 3DS, OBJ, COLLADA, STEP, Rhino 3DM, Sketchup, JPEG). La prise en charge des formats IGES, SAT et STL permet aux utilisateurs d'imprimer des modèles 3D sur des imprimantes 3D.

## Rendu
Le mode rendu standard de Vectorworks est OpenGL (devenu Ombré dans la version Vectorworks 2022). Les styles de sketch permettent aux utilisateurs d'adoucir les traits du dessin pour un rendu « dessiné à la main ». Les modules Renderworks et Redshift sont disponibles pour des options de rendu 3D plus avancées. Ces plug-ins sont complètement intégrés à Vectorworks et offrent aussi bien des effets réalistes qu'artistiques. Vous pouvez également créer rendu en temps réel grâce à des plug-ins de tierces parties, comme Enscape et Lumion.
Grâce aux technologies comme l'OpenGL interactif, le Raytracing, la radiosité et l'éclairage avancé, les scènes 3D vous donnent un résultat ultraréaliste.

## Scripting
Vectorworks contient son propre langage de script, VectorScript. Ce langage vous permet de développer des outils sur mesure. Vectorscript est comparable à Pascal au niveau de la syntaxe. Il s'agit d'un « superset » du langage de script Pascal qui étend les possibilités du langage Pascal avec plusieurs API qui vous donnent accès aux propriétés et fonctionnalités du moteur CAO de Vectorworks.

## Modules d'extension du programme

### Vectorworks Standard
Vectorworks Standard est le module de base de Vectorworks.

### Vectorworks Architecture
Vectorworks Architecture augmente les capacités du module de base à quatre niveaux: l'organisation du dessin, la gestion de projets, la gestion des remarques et les outils supplémentaires. Ce module est conçu exclusivement pour les professionnels de l'architecture et fut l'un des premiers programmes de dessin à utiliser le modèle BIM. Ce dernier permet aux utilisateurs de dessiner simultanément en 2D et en 3D dans Vectorworks.
Vectorworks Architecture possède également des outils spécifiques pour les concepteurs d'intérieur et une large bibliothèque de personnages et de matériaux, mais également du mobilier, des installations sanitaires et de l'électroménager, entre autres.

### Vectorworks Paysage
Ce module combine le dessin en 2D et la modélisation en 3D à des outils professionnels destinés à la conception de jardins et de paysages. La base de données des plantes et les outils qui placent les plantes dans le dessin sont particulièrement pratiques. Cette version de Vectorworks permet également de concevoir et d'éditer des modèles de terrain digitaux (DTM).
Le module Paysage donne également la possibilité d'importer et d'exporter des fichiers Shape (SIG).

### Vectorworks Spotlight
Vectorworks Spotlight combine le dessin 2D et la modélisation 3D à des outils avancés pour la conception d'éclairages, la visualisation et la production.

### Vectorworks Braceworks
Le module Braceworks constitue une extension de Vectorworks Spotlight (et Studio). Les concepteurs du secteur du divertissement peuvent utiliser Braceworks pour calculer la charge supportée par des constructions temporaires et vérifier si elles correspondent aux normes de construction et de sécurité en vigueur.

### Vectorworks Machine Design
Ce module est destiné aux dessinateurs techniques et concepteurs actifs dans le domaine de la construction de machines et la mécanique de précision. Il contient des outils spécifiques au secteur et une large bibliothèque avec des éléments de la norme DIN qui peuvent être modifiés et définis grâce aux différents paramètres.
Depuis la version 2012, le module Machine Design n'est plus disponible comme module d'extension. Certains outils et commandes ont été conservés dans la version Studio.

### Vectorworks Design Suite
Vectorworks Design Suite reprend les options des modules Architecture, Paysage, Spotlight, Braceworks et Machine Design. Il vous permet de réaliser tout le travail de conception, de présentation et de détaillage pour les différents secteurs dans un seul logiciel.

### Vectorworks interiorcad XS
Ce module permet de concevoir des armoires pour des cuisines, des salles de bains ou des boutiques, entre autres. Il est facile de faire varier et de modifier les formes et les matériaux. Une large bibliothèque est disponible avec des matériaux de plaques et des charnières de fabricants réputés.
Les dessins peuvent être ouverts par la suite avec le module interiorcad pour être mis au point en vue de la production.

### Vectorworks interiorcad
Vectorworks interiorcad propose des dessins 2D et modélisations 3D, des éléments d'armoire automatiques et adaptables, des visualisations réalistes et des devis imprimables, des listes de pièces et de matériaux basés sur la pratique.
Il est possible d'utiliser ce module pour exporter un fichier et de l'envoyer vers une machine MOCN.

### Renderworks
Renderworks est un programme de visualisation intégré à Vectorworks. Il donne plus de contrôle sur le processus de rendu, la création et l'édition de textures. Le résultat peut donner aussi bien une image qui donne l'impression d'être dessinée à la main qu'une image ultraréaliste.

### Vectorworks Education
Vectorworks est destiné à tous les établissements qui forment les concepteurs du domaine de la construction et leurs étudiants. Vectorworks Education existe aussi bien dans une version école qu'une version enseignante ou étudiante. Il n'est pas possible d'ouvrir un document créé dans une version Vectorworks Education dans la version professionnelle de Vectorworks. À l'impression, vous voyez apparaître un filigrane. Seules les écoles et les universités équipées d'une licence réseau récente peuvent imprimer des documents sans filigrane.

## Localisation du logiciel
En novembre 2022, Vectorworks est disponible en allemand, anglais, chinois, espagnol, français, italien, japonais, norvégien, polonais et portugais.
Les distributeurs ne font pas que traduire le programme dans la langue locale. Dans la version française de Vectorworks, par exemple, on tient compte des spécificités dans la conception des fenêtres de la France ou du Benelux, qui sont différentes de celles appliquées aux États-Unis.

## Historique
Vectorworks avait pour nom MiniCAD jusqu'en 1999. Il a été développé initialement pour la plate-forme Macintosh par Diehl Graphsoft Inc. (maintenant Vectorworks Inc.). Une version pour Windows est apparue en 1996.
| Version                                                       | Plate forme | Année     | Apports |
| MiniCad 1                                                     | Mac         | 1985      | Éditeur 3D, rendu surfacique, 27 primitives géométriques, vues perspective, environnement d'édition bitmap. |
| MiniCad 2                                                     | Mac         | 1986      | Éditeur 2D, 15 calques, PICT supporté, zoom illimité, multi-pages, texte avec polices système, 8 styles de pointillés, bibliothèque de symboles, cotation. |
| MiniCad 3                                                     | Mac         | 1987      | Ouverture de plusieurs documents, rotation des textes, motifs, grille magnétique, rotation libre des objets, ligne double, ajout/intersection/retranchement de surfaces, congés, origine déplaçable, couleurs de calques, commande Tailler. |
| MiniCad 4                                                     | Mac         | 1988      | Édition de texte à tout niveau de zoom, polygone double-ligne, jointure double ligne, nouveaux modes arcs, accélération. |
| MiniCad+ 1                                                    | Mac         | 1988      | Duplication en réseau, langage MiniPascal, tableur, dossiers de symboles, lissage Bézier, environnement intégré 2D/3D, 256 couleurs. |
| MiniCad+ 2                                                    | Mac         | 1989      | Conversion DXF, export EPS, rotation des textes, hachurage, mode cliquer-cliquer, palette des contraintes, miroir, palette d'outils flottante, générer la surface. |
| MiniCad+ 3                                                    | Mac         | 1991      | Curseur intelligent, base de données, listes dans les tableaux, requêtes sur le dessin, nouveaux outils de cotation. |
| MiniCad+ 4                                                    | Mac         | 1993      | Objet mur, planchers et toitures, navigation 3D, attirances 3D, tolérances, pointillés personnalisables, sections, objets hybrides 2D/3D, barre des modes. |
| MiniCAD 5                                                     | Mac         | 1994      | Chanfrein, échelle et unités personnalisables, attirances améliorées, polylignes, édition de groupes, nombre illimité de calques et classes. |
| MiniCAD 6                                                     | Mac/Windows | 1996      | Palette info objet, surfaces trouées, export EPSF, traducteur [ClarisCAD], palette de plans de travail, outil d'ajustement 3D, points 3D, édition en rendu solide, plug-ins, SDK, éditeur de configuration, PowerPC-natif. |
| MiniCAD 7                                                     | Mac/Windows | 1997      | Lumières, héliodon, rendu lignes cachées en pointillés, hachures associatives, jointure automatique entre les murs, formules possible dans les dialogues, cotation double, poteaux, grille pivotante, tubage, import/export DWG, export 3DMF. Compatibilité Autocad 12. |
| VectorWorks 8, Standard et Architecture                       | Mac/Windows | 1999      | Annulation multiple, mur arrondi, toitures complexes, jointures murs-toiture, bulles d'aide, objets paramétriques, rendu QuickDraw 3D (mac) et openGL (windows). Compatibilité Autocad 14. |
| VectorWorks 9                                                 | Mac/Windows | 2001      | Introduction de RenderWorks, précision accrue par l'utilisation de nombres réels flottants, cotation associative, contraintes paramétriques, NURBS, composer/décomposer la courbe, objets paramétriques de type chemin, extrusion conique. Compatibilité Autocad 2000. |
| VectorWorks 9.5                                               | Mac/Windows | 2002      | Natif OS X, 3D Power Pack, IGES import/export. Compatibilité Autocad 2002. |
| VectorWorks 10, Standard, Architecture, Landmark et Spotlight | Mac/Windows | Fev 2003  | Conversion de fichiers par lot, zoom avec la souris, nouvelle palette des ressources, dégradés et textures 2D, export STL, jointure dynamique de murs, placement de sièges. Compatibilité Autocad 2002. |
| VectorWorks 11                                                | Mac/Windows | Sept 2004 | Viewports, aide contextuelle, export SAT, accélération OpenGL 2D, planches de présentation, charpentes, rendu Renderworks artistique, rendu sketch, support multi-processeurs. Compatibilité Autocad 2004. |
| VectorWorks 12                                                | Mac/Windows | Mars 2006 | Coupes dynamiques, import 3DS, formatage des tableaux, améliorations du modeleur de terrain, nouvelles palettes d'outils, palette Explorateur, import/export SHP, nouveaux escaliers. Compatibilité Autocad 2006. |
| VectorWorks 12.5                                              | Mac/Windows | 2006      | Support Mac Intel (Universal Binary), coupes perspectives, export Google Earth, import et export PDF, support HDRI, unicode. Compatibilité Autocad 2006. |
| VectorWorks 2008                                              | Mac/Windows | Oct 2007  | Rotation de la vue en plan 2D, barre de données flottante, viewports sur calques de dessin, références externes. Compatibilité Sketch'up 6 et Autocad 2007-2008. |
| Vectorworks 2009                                              | Mac/Windows | Oct 2008  | Intégration du noyau de modélisation Parasolid. Présélection d'objet, enrichissement des attirances, loupe de pointage, Compatibilité Autocad 2009. |
| Vectorworks 2010                                              | Mac/Windows | Oct 2009  | Améliorations des attirances 3D, Objets sculptants dans les murs, bidirectionnalité de l'associativité des cotations, objets 2D hybrides. |
| Vectorworks 2011                                              | Mac/Windows | Oct 2010  | Dessin et modélisation plus fluides en 3D, symboles redimensionnables, ressources Motif géométrique et Style de texte, Mur par paliers, composants de mur en 3D, outil Dalle, Viewport de coupe sur calque de dessin, Renderworks avec CineRender, lien ODBC. |
| Vectorworks 2012                                              | Mac/Windows | Oct 2011  | Sélection Rayon X, plan de travail automatique, damiers dans les styles de mur et de dalle, compatibilité DWG accrue, amélioration de l'objet Espace, outils Menuiserie intérieure et Décoration de fenêtre, Géoréférencement, outil Héliodon, ombres en OpenGL. |
| Vectorworks 2013                                              | Mac/Windows | Oct 2012  | Classes repliables, ressource Style de ligne, répétition sur surface, perspective plein écran, export batch DXF/DWG, autohybride, limitation de modèle, viewport de détail, nouvelle boîte de dialogue Plante, niveleur avec bord droit, images dans les tableaux, ciel naturel, Renderworks en arrière-plan. |
| Vectorworks 2014                                              | Mac/Windows | Oct 2013  | Nouveaux modes de l'outil Ajustement, utilisation plus souple de la Barre des Données flottante, découpage d'image, export Ifc XML, commande Publier, outil Épaissir sur les objets 2D, Déformation, Torsion, meilleur affichage 2D des autohybrides, zones IFC, amélioration de l'objet Toit, régénération plus rapide des espaces, outil Menuiserie extérieure, viewport de coupe via la limitation du modèle, règle sur les viewports, repère de niveau, affichage amélioré depuis la vue 2D inclinée, navigation avec de nouveaux modes, magnétisme en 3D pendant OpenGL, sélection Rayon X en 3D, Displacement mapping dans les textures Renderworks.                        |
| Vectorworks 2015                                              | Mac/Windows | Oct 2014  | Application 64 bits. Murs rideau. |
| Vectorworks 2016                                              | Mac/Windows | Oct 2015  | Travail collaboratif: possibilité de travailler à plusieurs sur le même fichier projet. Composants de toiture. Modélisation par subdivision. Assistant de migration. Import nuage de points. Technologie Marionette (programmation visuelle)... |
| Vectorworks 2017                                              | Mac/Windows | Oct 2016  | Gestionnaire des ressources, ombre portée en 2D, points d'attirance principaux, outils d'irrigation, styles d'objet paramétrique, intégration photo, outil Écoulement pour les planchers, élément d'ossature, plan de coupe sur calque de dessin, armoire sur mesure, outil Barrière, attributs dynamiques dans les viewports, outils Câbles, création de places assises, outils Potelets et barrière, règle graduée, intégration de vision, import Revit, vue en ligne, IFC version 4, import des textures Cinema 4D, Renderworks disponible pour tous, Vectorworks Cloud Services disponibles pour tous.                                                                        |
| Vectorworks 2018                                              | Mac/Windows | Oct 2017  | Cadres cartouches, intégration des cadres et des cartouches, gestionnaire des cartouches, publication des versions, centre des messages, multi-fenêtrage, coupes et vues éditables directement, percements de toit, construction de toits améliorée, édition des courbes de niveau via le modèle de terrain, application plus large des styles d'objets, fonctionnalité Tableau améliorée, amélioration de Renderworks, intégration de Vectorworks Remote, Braceworks. |
| Vectorworks 2019                                              | Mac/Windows | Oct 2018  | Composants 2D pour les objets hybrides, étiquettes de données, viewports de coupe horizontale et viewports de coupe verticale améliorés, travail collaboratif plus efficace, amélioration de la mise en correspondance des données IFC, modélisation de la surface des terrains, Gestionnaire des cartouches plus efficace, catalogue de plantes, armoires et ascenseurs, données BIM pour le contenu architectural, nouveaux modèles, intégration de AutoTURN Online, flux de production simplifié pour les plantes, nouvelle commande Rénovation, chanfreins et arrondis pour les éléments de menuiserie extérieure/intérieure.                                                 |
| Vectorworks 2020                                              | Mac/Windows | Oct 2019  | Prise en charge du mode Sombre sur Mac, attributs dynamiques appliqués directement dans le dessin, trousse d'outils SIG, historique d'édition pour les volumes, nouvel outil Caméra vidéo, amélioration de Braceworks, références IFC, gestionnaire des données, export vers Revit, animations de navigation, zones de places assises (avec nouvel outil Allée pour Spotlight), groupes de paramètres dans la palette Info Objet, nouvelle bibliothèque de fenêtres et portes. |
| Vectorworks 2021                                              | Mac/Windows | Oct 2020  | Menus flottants, enregistrement du cache Vectorworks Graphics Module, recherche rapide dans Vectorworks, marqueurs intelligents, matériaux, outils Indicateur de pente et Surface plantée améliorés, projecteurs, lignes de grille 2D/3D, import/export Excel, outils Câble améliorés, modélisation 3D améliorée, Serveur de partage de projet, amélioration des barrières, placement des périphériques ConnectCAD, onglets des palettes détachables, amélioration des outils audio, flux de production connectCAD amélioré, duplication plus aisée, niveau de détail automatique pour les éléments de menuiserie, révision du flux de production BIM, outil Bâtiment             |
| Vectorworks 2022                                              | Mac/Windows | Oct 2021  | Style de rendu Redshift by Maxon, lien direct avec Twinmotion, outil Texture, texture par face, conception et modélisation améliorées des escaliers (détaillés), améliorations des objets Mur et de leur flux de production, étiquettes de données améliorées, échange SIG amélioré, intégration des couches d'entités ArcGIS, composants pour les modèles de terrain, contrôle amélioré des caméras, suite améliorée de la suite d'outils et de commandes Câbles et Distribution électrique, outil Décoration murale, styles d'objet, points de contrôle supplémentaires et nouveau type d'étiquettes pour les objets Menuiserie et matériaux pour les composants de menuiserie. |
| Vectorworks 2023                                              | Mac/Windows | Oct 2022  | Écran d'accueil, outil Légende graphique, mode de rendu Ombré amélioré, outil Repère de niveau amélioré, modèle de terrain amélioré, raccords de mur améliorés, diagrammes des câbles et d'élévation des câbles, sélecteur de couleurs amélioré, outil Décaler arête, Gestionnaire de données amélioré, étiquettes de données améliorées, géoréférencement amélioré, références Revit améliorées, outil Plante Laubwerk, outil Haie mixte, flux de travail des suspensions amélioré, valeurs par défaut et favoris pour les outils Menuiserie extérieure/intérieure. |

## Systèmes d'exploitation

### Sous OS Macintosh
- MiniCAD v.1 à v.5

### Sous OS Macintosh ou Windows
- MiniCAD v.6 et suivants
- Vectorworks (toutes versions)